# (10929) Chenfangyun
(10929) Chenfangyun (1998 CF1) – planetoida z grupy pasa głównego asteroid okrążająca Słońce w ciągu 5,6 lat w średniej odległości 3,15 j.a. Odkryta 1 lutego 1998 roku.